# Christiane Pasquier
Pour les articles homonymes, voir Pasquier.
Christiane Pasquier est une actrice québécoise née le 23 octobre 1947 à Québec.

## Biographie
Née le 23 octobre 1947 à Québec, comédienne très active au théâtre (dernièrement, Disparu.e.s, Soifs matériaux), Christiane Pasquier a aussi touché à la mise en scène et à l’enseignement. À la télévision, on l’a vue dans plusieurs grands succès, dont La bonne aventure, alors qu’au cinéma, ses plus récents rôles ont été dans Cash Nexus et Jouliks.

## Filmographie partielle

### Cinéma
- 1983 : Cross Country : Jeannie Roersch
- 1998 : C't'à ton tour, Laura Cadieux de Denise Filiatrault : cliente prise pour une police
- 2004 : Camping sauvage de Sylvain Roy et Guy A. Lepage : Janine Pronovost
- 2011 : Le Bonheur des autres de Jean-Phillipe Pearson : Monique
- 2019 : Jouliks de Mariloup Wolfe : Marguerite, la mère de Véra

### Télévision
- 1972 - 1974 : Les Chiboukis (série télévisée) : Pragma
- 1974 - 1976 : La Petite Patrie (série télévisée) : Murielle Germain
- 1976 - 1982 : Du tac au tac (série télévisée) : Sylvie Larouche
- 1982 - 1986 : La Bonne Aventure (série télévisée) : Anne Demers-Leroux
- 1989 - 1991 : Un signe de feu (série télévisée) : Anne Cordeau
- 1992 - 1996 : Chambres en ville (série télévisée) : Mme Ginette Corbeil
- 2001 : Cauchemar d'amour (série télévisée) : Mme Turban
- 2006 : Les Hauts et les Bas de Sophie Paquin (série télévisée) : Gisèle Paquin
- 2015 : 30 vies (série télévisée) : Monique Lachance
- 2019 : Cerebrum (série télévisée) : Lorraine Ricard